# Гидрологическая аналогия
Гидрологическая аналогия (метод гидрологической аналогии) — метод приближенной оценки гидрологических характеристик неизученного или слабоизученного водного объекта с помощью данных наблюдений на ином водном объекте со схожими природными условиями. Вследствие того, что в России насчитывается более 2 млн рек, а регулярные наблюдения проводятся чуть более чем на 3000 гидрологических постах, значительная часть рек не обеспечена данными наблюдений, что привело к широкому распространению данного подхода в гидрологических расчетах.

## Река-аналог
Базовым понятием метода является термин «река-аналог». Под рекой-аналогом понимают реку, обеспеченную данными гидрологических наблюдений и находящуюся в схожих условиях формирования стока с рекой, для которой выполняется расчет.

## Выбор реки-аналога
При выборе реки-аналога производится оценка и сравнение:
- пространственной структуры колебаний рассматриваемой гидрологической характеристики, отражающей характер пространственной связанности рассматриваемой гидрологической характеристики,
- однотипности стока рек аналогов и исследуемой реки;
- географической близости расположения водосборов;
- однородности условий формирования стока, сходства климатических условий, однотипности почв (грунтов) и гидрогеологических условий, степени озерности, залесенности, заболоченности и распаханности водосборов;
- средних высот водосборов, экспозиции склонов и гипсометрии;
- факторов, существенно искажающих естественный речной сток (регулирование речного стока, сбросы воды, изъятие стока на орошение и другие нужды).